# صموئيل والش
صموئيل والش (بالإنجليزية: Samuel Walsh)‏ هو فنان أيرلندي، ولد في 1951.